# Leopoldo I do Sacro Império Romano-Germânico
Leopoldo I (nome completo: Leopold Ignaz Joseph Balthasar Franz Felician; 9 de junho de 1640 – 5 de maio de 1705) foi Imperador Romano-Germânico, Rei da Hungria, Croácia e Boêmia. Foi o segundo filho de Fernando III, com sua primeira esposa, Maria Ana da Espanha, Leopoldo tornou-se herdeiro aparente em 1654 pela morte de seu irmão mais velho, Fernando IV. Eleito em 1658, Leopoldo governou o Sacro Império Romano-Germânico até sua morte em 1705, tornando-se o imperador de Habsburgo que mais permaneceu no poder (46 anos e 9 meses).
O reinado de Leopoldo é conhecido por conflitos com o Império Otomano no leste e rivalidade com Luís XIV, um contemporâneo e primo em primeiro grau, no oeste. Depois de mais de uma década de guerra, Leopoldo saiu vitorioso da Grande Guerra Turca graças aos talentos militares do príncipe Eugênio de Saboia. Pelo Tratado de Karlowitz, Leopoldo recuperou quase todo o Reino da Hungria, que havia caído sob o poder turco nos anos após a Batalha de Mohács, em 1526.
Leopoldo travou três guerras contra a França: a Guerra Franco-Holandesa, a Guerra dos Nove Anos e a Guerra da Sucessão Espanhola. Neste último, Leopoldo procurou dar ao filho mais novo toda a herança espanhola, desconsiderando a vontade do falecido Carlos II. Leopoldo iniciou uma guerra que logo engoliu grande parte da Europa. Os primeiros anos da guerra foram razoavelmente bons para a Áustria, com vitórias em Schellenberg e Blenheim, mas a guerra se arrastou até 1714, nove anos após a morte de Leopoldo, que mal teve efeito sobre as nações em guerra. Quando a paz voltou, não se poderia dizer que a Áustria emergisse tão triunfante quanto na guerra contra os turcos.

## Primeiros anos
Nascido em 9 de junho de 1640 em Viena, Leopoldo recebeu o programa tradicional de educação nas artes liberais, história, literatura, ciências naturais e astronomia. Ele estava particularmente interessado em música, como seu pai imperador Fernando III. Desde tenra idade, Leopoldo mostrou uma inclinação para aprender. Ele se tornou fluente em latim, italiano, alemão, francês e espanhol. Além do alemão, o italiano seria a língua mais favorecida em sua corte.
Da mesma forma, ele recebeu treinamento eclesiástico abrangente, pois fora originalmente selecionado para uma carreira no clero superior. Esse plano, porém, foi abandonado com a morte em 1654 de seu irmão mais velho, Fernando IV, quando Leopoldo se tornou herdeiro aparente. No entanto, a educação espiritual de Leopoldo teve um impacto manifesto sobre ele. Leopoldo permaneceu sob o feitiço de sua educação clerical e influência jesuíta ao longo de sua vida. Para um monarca, ele era incomum conhecedor de teologia, metafísica, jurisprudência e ciências. Ele também manteve seu interesse em astrologia e alquimia, que ele havia desenvolvido sob tutores jesuítas. Uma pessoa profundamente religiosa e dedicada, Leopoldo personificou as pietas Austriaca, ou a leal atitude católica de sua casa. Por outro lado, sua piedade e educação podem ter causado nele uma tensão fatalista que o levou a rejeitar todo compromisso sobre questões denominacionais, que nem sempre é considerado uma característica positiva de um governante.
Dizia-se que Leopoldo tinha atributos físicos típicos dos Habsburgo, como a proeminente mandíbula dos Habsburgo. Baixo, magro e de constituição doentia, Leopoldo era frio e reservado em público e socialmente inepto. No entanto, ele também disse ter sido aberto com associados próximos. Coxe descreveu Leopoldo da seguinte maneira: "Sua marcha era imponente, lenta e deliberada; seu ar pensativo, seu endereço desajeitado, seu modo desagradável, sua disposição rude, sua disposição fria e fleumática". Spielman argumenta que sua tão esperada carreira no clero fez com que Leopoldo "adotasse cedo a intensa piedade católica esperada dele e as maneiras gentis apropriadas a um papel meramente coadjuvante. Ele cresceu como homem sem a ambição militar que caracterizava a maioria de seus colegas monarcas. Desde o início, seu reinado foi defensivo e profundamente conservador".
Eleito rei da Hungria em 1655, seguiu o exemplo em 1656 e 1657 na Boêmia e na Croácia, respectivamente. Em julho de 1658, mais de um ano após a morte de seu pai, Leopoldo foi eleito Imperador Romano-Germânico em Frankfurt, em oposição ao cardeal francês Mazarin, que procurou colocar a coroa imperial na cabeça do príncipe eleitor Fernando Maria ou de algum outro príncipe Habsburgo. Para conciliar a França, que teve considerável influência nos assuntos alemães graças à Liga do Reno, o recém-eleito imperador prometeu não ajudar a Espanha, depois em guerra com a França. Isso marcou o início de um reinado de quase 47 anos caracterizado por uma rivalidade duradoura com a França e seu rei, Luís XIV. A última personalidade e poder dominantes ofuscaram completamente Leopoldo, até hoje. Embora Leopoldo não tenha liderado pessoalmente suas tropas como Luís XIV, ele não era menos um rei guerreiro, uma vez que grande parte de sua vida pública era direcionada ao arranjo e promoção de guerras.

## Segunda Guerra do Norte
A primeira guerra de Leopoldo foi a Segunda Guerra do Norte (1655-1660), na qual o rei Carlos X da Suécia tentou se tornar rei da Polônia com a ajuda de aliados, incluindo György II Rákóczi, príncipe da Transilvânia. O antecessor de Leopoldo, Fernando III, aliou-se ao rei João II Casimir Vasa, da Polônia, em 1656. Em 1657, Leopoldo expandiu essa aliança para incluir tropas austríacas (pagas pela Polônia). Essas tropas ajudaram a derrotar o exército da Transilvânia e fizeram campanhas até a Dinamarca. A guerra terminou com o Tratado de Oliwa em 1660.

## Primeiras guerras contra o Império Otomano
O Império Otomano frequentemente interferia nos assuntos da Transilvânia, sempre um distrito indisciplinado, e essa interferência provocou uma guerra com o Sacro Império Romano-Germânico, que depois de algumas operações ilusórias realmente começou em 1663. Por um apelo pessoal à dieta em Regensburg, Leopoldo induziu os príncipes a enviar assistência para a campanha; tropas também foram enviadas pela França e, em agosto de 1664, o grande general imperial Raimondo Montecuccoli obteve uma notável vitória em São Gotardo. Pela paz de Vasvár, o imperador fez uma trégua de vinte anos com o sultão, concedendo termos mais generosos do que sua recente vitória parecia tornar necessária.

## Guerras contra a França
A expansão francesa ameaçou cada vez mais o império, especialmente a tomada do estratégico Ducado da Lorena em 1670, seguido pela Guerra Franco-Holandesa de 1672. Em meados de junho, a República das Sete Províncias Unidas dos Países Baixos estava à beira da destruição, o que levou Leopoldo a concordar com uma aliança com Brandemburgo-Prússia e as Províncias Unidas em 25 de junho. No entanto, ele também estava ponderando uma revolta na Hungria e considerava as conquistas francesas na Renânia uma prioridade mais alta do que ajudar os holandeses. Seu comandante, Raimondo Montecuccoli, foi condenado a permanecer na defensiva e evitar um conflito direto. A logística caótica tornou impossível manter as tropas e Brandemburgo deixou a guerra em junho de 1673 sob o Tratado de Vossem.
Uma Aliança Quádrupla antiFrancesa foi formada em agosto, consistindo na República, Espanha, Imperador Leopoldo e Duque de Lorena, enquanto em maio de 1674, a Dieta Imperial a declarou uma guerra imperial. O Tratado de Nimega de 1678 é geralmente visto como uma vitória francesa, embora a Aliança tenha conseguido limitar seus ganhos.
Quase imediatamente após a conclusão da paz, Luís renovou suas agressões na fronteira alemã através da política das Reuniões. Envolvido em uma séria luta com o Império Otomano, o imperador demorou a se mover novamente e, embora tenha ingressado na Liga da Associação contra a França em 1682, ficou satisfeito em fazer uma trégua em Regensburg, dois anos depois. Em 1686, a Liga de Augsburgo foi formada pelo imperador e pelos príncipes imperiais, para preservar os termos dos tratados da Vestfália e de Nimega. Toda a posição europeia estava agora ligada a eventos na Inglaterra, e a tensão durou até 1688, quando Guilherme III de Orange conquistou a coroa inglesa no contexto da Revolução Gloriosa. Em maio de 1689, a Grande Aliança foi formada, incluindo o imperador, os reis da Inglaterra, Espanha e Dinamarca, o eleitor de Brandemburgo e outros, e uma luta feroz contra a França foi travada em quase toda a Europa Ocidental. Em geral, as várias campanhas foram favoráveis aos aliados e, em setembro de 1697, a Inglaterra, a Espanha e as Províncias Unidas fizeram as pazes com a França no Tratado de Rijswijk.
Leopoldo recusou-se a concordar com o tratado, pois considerava que seus aliados haviam negligenciado seus interesses, mas no mês seguinte ele chegou a um acordo e vários lugares foram transferidos da França para a Alemanha. A paz com a França durou cerca de quatro anos e, em seguida, a Europa se envolveu na Guerra da Sucessão Espanhola. O rei da Espanha, Carlos II, era um Habsburgo por descendência e era relacionado por casamento com o ramo austríaco, enquanto um laço semelhante o ligava à casa real da França. Ele era fraco e sem filhos, e tentativas foram feitas pelas potências europeias para organizar uma divisão pacífica de seu extenso reino. Leopoldo recusou-se a consentir em qualquer partição e, quando em novembro de 1700, Carlos morreu, deixando sua coroa para Filipe da França, duque de Anjou, neto de Luís XIV, desapareceu todas as esperanças de um acordo pacífico. Sob a orientação de Guilherme III, uma poderosa liga, uma Grande Aliança renovada, foi formada contra a França; disso, o imperador era um membro proeminente e, em 1703, ele transferiu sua reivindicação sobre a monarquia espanhola para seu segundo filho, Carlos. O início da guerra não foi favorável aos imperiais, mas a maré da derrota havia sido revertida pela grande vitória de Blenheim antes da morte de Leopoldo, em 5 de maio de 1705.

## Casamentos e descendência
Em 12 de dezembro de 1666 casou-se pela primeira vez com Margarida Teresa de Habsburgo, infanta de Espanha nascida em Madrid em 12 de julho de 1651 e morta em 12 de março de 1673 em Viena, 2ª filha de Filipe IV de Espanha, e de Maria Ana de Áustria, a irmã de Carlos II de Espanha.

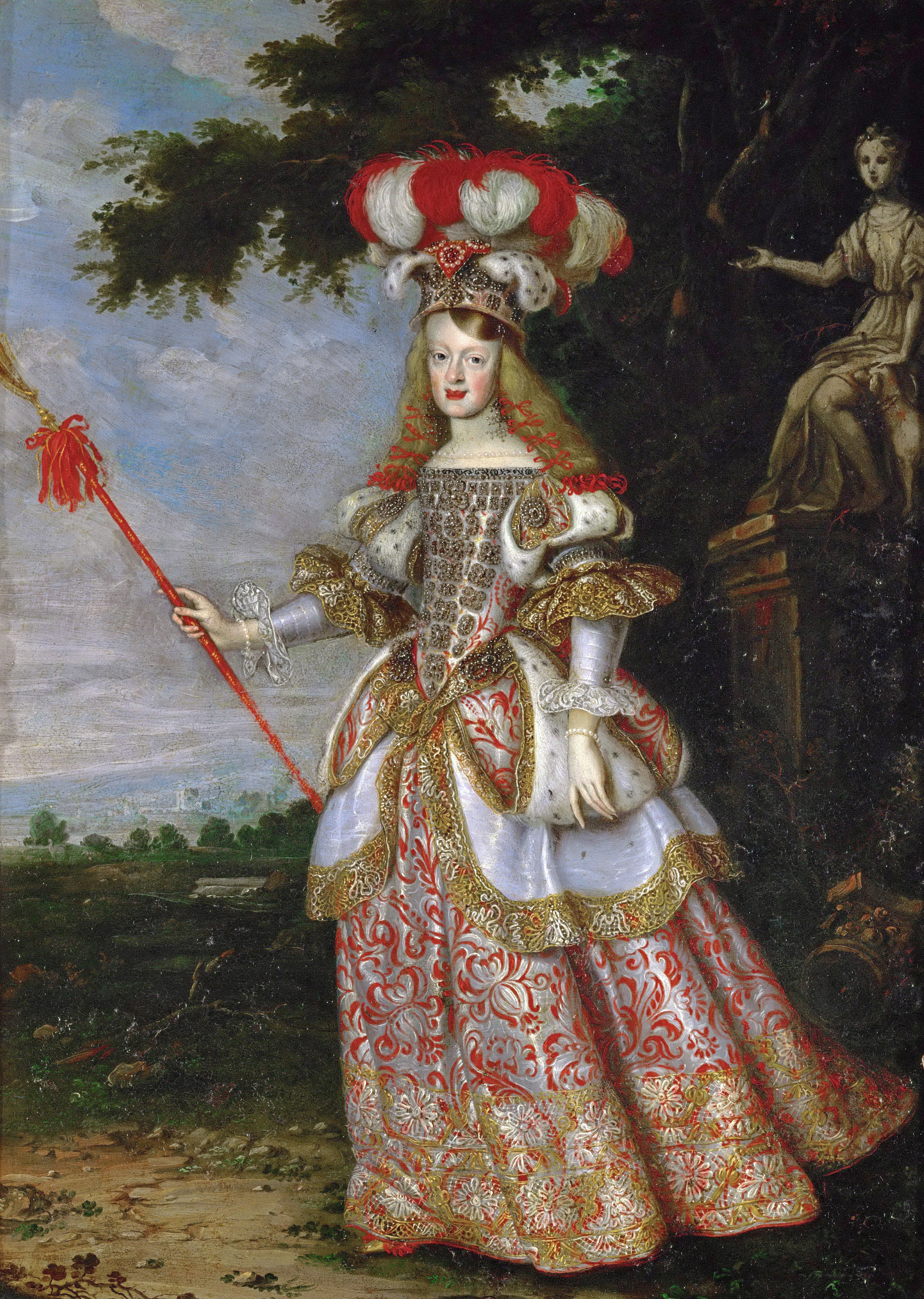
Retrato de Margarida Teresa, por Jan Thomas, 1667

Em 1673, casou-se pela segunda vez com Cláudia Felicidade (1653-1676), do Ramo dos Habsburgo da Áustria Anterior, filha do arquiduque Fernando Carlos (1630-1665).

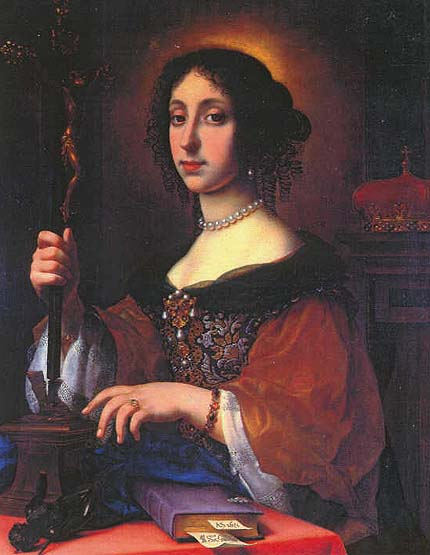
Retrato da imperatriz Cláudia Felicidade da Áustria, 1675

Em 14 de dezembro de 1676, aos 36 anos, casou-se pela terceira e última vez com a condessa Leonor Madalena de Neuburgo, nascida em Dusseldorf em 6 de janeiro de 1655 e morta em 19 de janeiro de 1720 em Viena. Princesa palatina de Neuburgo-Wittelsburg ou condessa palatina de Neuburgo, do Palatinado-Neuburgo. Era filha de Filipe Guilherme do Palatinado-Neuburgo e Isabel Amália de Hesse-Darmstadt, irmã de Maria Ana de Neuburgo (2.ª esposa do rei Carlos II de Espanha) e de Maria Sofia Isabel de Neuburgo (esposa do rei Pedro II de Portugal). Mulher de família famosa pela fecundidade, teve dez filhos.

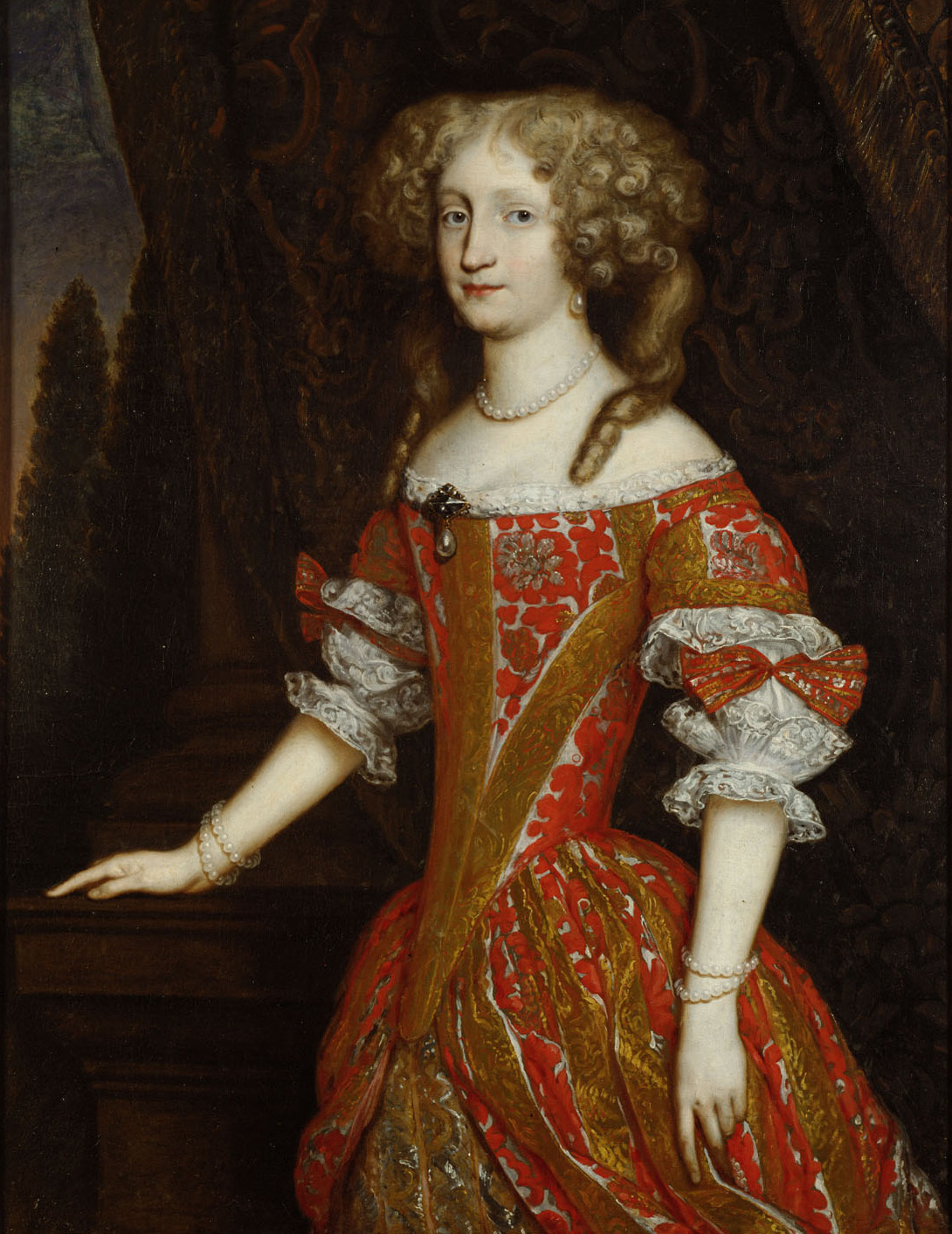
Leonor Madalena de Neuburgo, cerca de1680

|                                   |                    | Nascimento              | Morte                   |
| --------------------------------- | ------------------ | ----------------------- | ----------------------- |
| Com Margarida Teresa de Habsburgo |                    |                         |                         |
| 1                                 | Fernando Venceslau | 28 de setembro de 1667  | 13 de janeiro de 1668   |
| 2                                 | Maria Antônia      | 18 de janeiro de 1669   | 24 de dezembro de 1692  |
| 3                                 | João Leopoldo      | 20 de fevereiro de 1670 | 20 de fevereiro de 1670 |
| 4                                 | Maria Ana          | 9 de fevereiro de 1672  | 23 de fevereiro de 1672 |
| Com Cláudia Felicidade da Áustria |                    |                         |                         |
| 5                                 | Ana Maria          | 11 de setembro de 1674  | 22 de dezembro de 1674  |
| 6                                 | Maria Josefa       | 11 de outubro de 1675   | 11 de julho de 1676     |
| Com Leonor Madalena de Neuburgo   |                    |                         |                         |
| 7                                 | José I             | 26 de julho de 1678     | 17 de abril de 1711     |
| 8                                 | Maria Cristina     | 18 de junho de 1679     | 18 de junho de 1679     |
| 9                                 | Maria Isabel       | 13 de fevereiro de 1680 | 26 de agosto de 1741    |
| 10                                | Leopoldo José      | 2 de junho de 1682      | 3 de agosto de 1684     |
| 11                                | Maria Ana          | 7 de setembro de 1683   | 14 de agosto de 1754    |
| 12                                | Maria Teresa       | 22 de agosto de 1684    | 28 de setembro de 1696  |
| 13                                | Carlos VI          | 1 de outubro de 1685    | 20 de outubro de 1740   |
| 14                                | Maria Josefa       | 6 de março de 1687      | 14 de abril de 1703     |
| 15                                | Maria Madalena     | 26 de março de 1689     | 1 de maio de 1743       |
| 16                                | Maria Margarida    | 22 de julho de 1690     | 22 de abril de 1691     |